# بهروز خواجه‌زاده
بهروز خواجه‌زاده (انگلیسی: Behruzi Khojazoda؛ زادهٔ ۱۱ ژانویهٔ ۱۹۹۵) کوراش‌کار و جودوکار اهل تاجیکستان است.